# 10795 Babben
10795 Babben eller 1992 EB5 är en asteroid i huvudbältet som upptäcktes den 1 mars 1992 av UESAC vid La Silla-observatoriet. Den är uppkallad efter den svenska komikern, skådespelerskan och sångerskan, Babben Larsson.
Asteroiden har en diameter på ungefär 17 kilometer.